# نجوم النسق الأساسي من النوع K
نجم نوع-K ، كما يُعرف باسم القزم البرتقالي أو قزم K، هو من حزام النسق الأساسي يستخدم الهيدروجين كوقود، يَنتمي إلى النوع الطيفي K وفئة لمعانه V. هذه النجوم متوسطة الحجم بين نوع-M الأحمر و نوع-G الأصفر من النسق الأساسي. تمتلك كثلة مابين 0.45 و 0.8 ضعف كتلة الشمس ودرجة حرارة السطح بين 3900 و 5200 كلفن. ومن الأمثلة لهذه النجوم رجل القنطور. 

## الكواكب
هذه النجوم ذات أهمية خاصة في البحث عن الحياة خارج كوكب الأرض لأنها مستقرة لفترة طويلة جدا في حزام النسق الأساسي (15 إلى 30 مليار سنة، مقارنة ب 10 مليارات للشمس). هذه الميزة تعطي فرصة لتطور الحياة على الكواكب الصخرية التي تدور حول تلك النجوم. نجوم نوع-K تبعث الأشعة الفوق بنفسجية بكميات أقل (التي يمكن أن تتلف الحمض النووي، وبالتالي تعيق نشوء الحياة) مثل الشمس التي تصنف بنوع-G ،نجوم نوع-K تجعل البحث من ثلاثة إلى اربع مرات أسهل مثل نجوم نوع-G .
اكتشاف كواكب لبعض أقرب النجوم من نوع-K مثل رجل القنطور.

التصنيف الطيفي لمورغان كينان